# Michael Biedermann (Skilangläufer)
Michael Biedermann (* 5. Juli 1996) ist ein ehemaliger liechtensteinischer Skilangläufer.

## Werdegang
Biedermann, der für den Nordic Club Liechtenstein startete, trat international erstmals beim Europäischen Olympischen Winter-Jugendfestival 2013 in Predeal in Erscheinung. Dort kam er auf den 71. Platz im Sprint, auf den 51. Rang über 7,5 km klassisch und auf den 47. Platz über 10 km Freistil. Bei den Juniorenweltmeisterschaften 2014 im Fleimstal errang er den 83. Platz über 10 km klassisch und den 80. Platz im Skiathlon und bei den Juniorenweltmeisterschaften 2015 in Almaty den 77. Platz über 10 km Freistil, den 63. Platz im Skiathlon und den 54. Platz im Sprint. Im folgenden Jahr lief er bei den Juniorenweltmeisterschaften in Râșnov jeweils auf den 66. Platz über 15 km Freistil und 10 km klassisch und auf den 60. Rang im Sprint. Im Dezember 2016 startete er in Valdidentro erstmals im Alpencup und belegte dabei den 67. Platz über 15 km Freistil und den 44. Rang über 15 km klassisch. Bei den U23-Weltmeisterschaften 2017 in Soldier Hollow kam er auf den 40. Platz im Sprint. Im März 2017 holte er in St. Ulrich am Pillersee mit dem 28. Platz im 30-km-Massenstartrennen seine ersten Punkte im Alpencup. Seine ersten von insgesamt acht Weltcuprennen lief er im Dezember 2017 in Davos und errang dabei den 96. Platz im Sprint und den 106. Platz über 15 km Freistil. Im selben Monat erreichte er in Lenzerheide mit dem 79. Platz im Sprint seine beste Platzierung im Weltcup. Bei den U23-Weltmeisterschaften 2018 in Goms lief er auf den 59. Platz über 15 km klassisch und auf den 33. Rang im Sprint und bei den U23-Weltmeisterschaften 2019 in Lahti den 68. Platz über 15 km Freistil und jeweils den 59. Rang im Sprint und im 30-km-Massenstartrennen. Bei den Nordischen Skiweltmeisterschaften im Februar 2019 in Seefeld in Tirol belegte er den 75. Platz im Sprint und den 24. Rang zusammen mit Martin Vögeli im Teamsprint.